# De magische spiegel
De magische spiegel is het 191ste stripverhaal van Jommeke. De reeks wordt getekend door striptekenaar Jef Nys. Scenarist is Jan Ruysbergh.

## Verhaal
Wanneer Marie, de moeder van Jommeke, een oude spiegel van zolder haalt gebeurt er een ongeluk. Een voetbal maakt de spiegel stuk. Gelukkig kan Professor Gobelijn de spiegel repareren met de overgebleven scherven en een formule. Maar nu blijkt de spiegel plots over speciale eigenschappen te beschikken. Je kan nu via de magische spiegel gewoon door alles heen lopen... Onze vrienden krijgen zo het idee om een goochelshow te geven. Doch Anatool krijgt ook een geweldig idee, en even later steelt hij de spiegel. Hij kan nu makkelijk inbreken bij Gravin van Stiepelteen, maar moet in alle haast de spiegel achterlaten. Zo komt de spiegel gelukkig terug terecht bij Jommeke. Het verhaal lijkt goed te eindigen, maar enige tijd later laat mevrouw Kleppermans de spiegel weer stelen. Deze is jaloers op Marie. Intussen is Gobelijn erachter gekomen dat na enige tijd de speciale eigenschappen van de spiegel verdwijnen. Als dit gebeurt, zal de spiegel ook veranderen in een bom! Jommeke en Filiberke moeten de spiegel meteen zoeken voor dat de bom ontploft. Gelukkig kunnen ze de spiegel op tijd vinden, en onschadelijk maken. Tot slot is Marie natuurlijk droevig dat haar spiegel voor goed stuk is en ze koopt een vaas, deze vaas gaat op zijn beurt ook snel stuk. Teofiel gaat dan samen met Marie op koopjesjacht.